# مارک وست اسپرینگز (کالیفرنیا)
مارک وست اسپرینگز (به انگلیسی: Mark West Springs) یک منطقهٔ مسکونی در ایالات متحده آمریکا است که در شهرستان سونوما، کالیفرنیا واقع شده‌است. مارک وست اسپرینگز ۱۳۷ متر بالاتر از سطح دریا واقع شده‌است.